# 3917 프란츠 슈베르트
3917 프란츠 슈베르트(3917 Franz Schubert)는 소행성의 하나이다. 1961년 2월 15일 프라이무트 뵈릉겐(Freimut Börngen)에 의해서 발견되었으며, 임시이름은 1961 CX이었다. 후에 작곡가 프란츠 슈베르트의 이름을 따서 명명되었다.